# Apentacentrus nigripennis
Apentacentrus nigripennis är en insektsart som beskrevs av Lucien Chopard 1967. Apentacentrus nigripennis ingår i släktet Apentacentrus och familjen syrsor. Inga underarter finns listade i Catalogue of Life.